# Cloverdale, Oregon
Cloverdale är en ort i Tillamook County i den amerikanska delstaten Oregon. Cloverdale är en så kallad census designated place och hade 242 invånare vid folkräkningen år 2000 på en landareal av 2,1 km².

## Kända personer från Cloverdale
- Maurine Neuberger, politiker, senator 1960–1967